# Crax globulosa
L'hocco dai bargigli (Crax globulosa von Spix, 1825) è un uccello galliforme della famiglia dei Cracidi originario delle regioni occidentali del bacino amazzonico.

## Descrizione

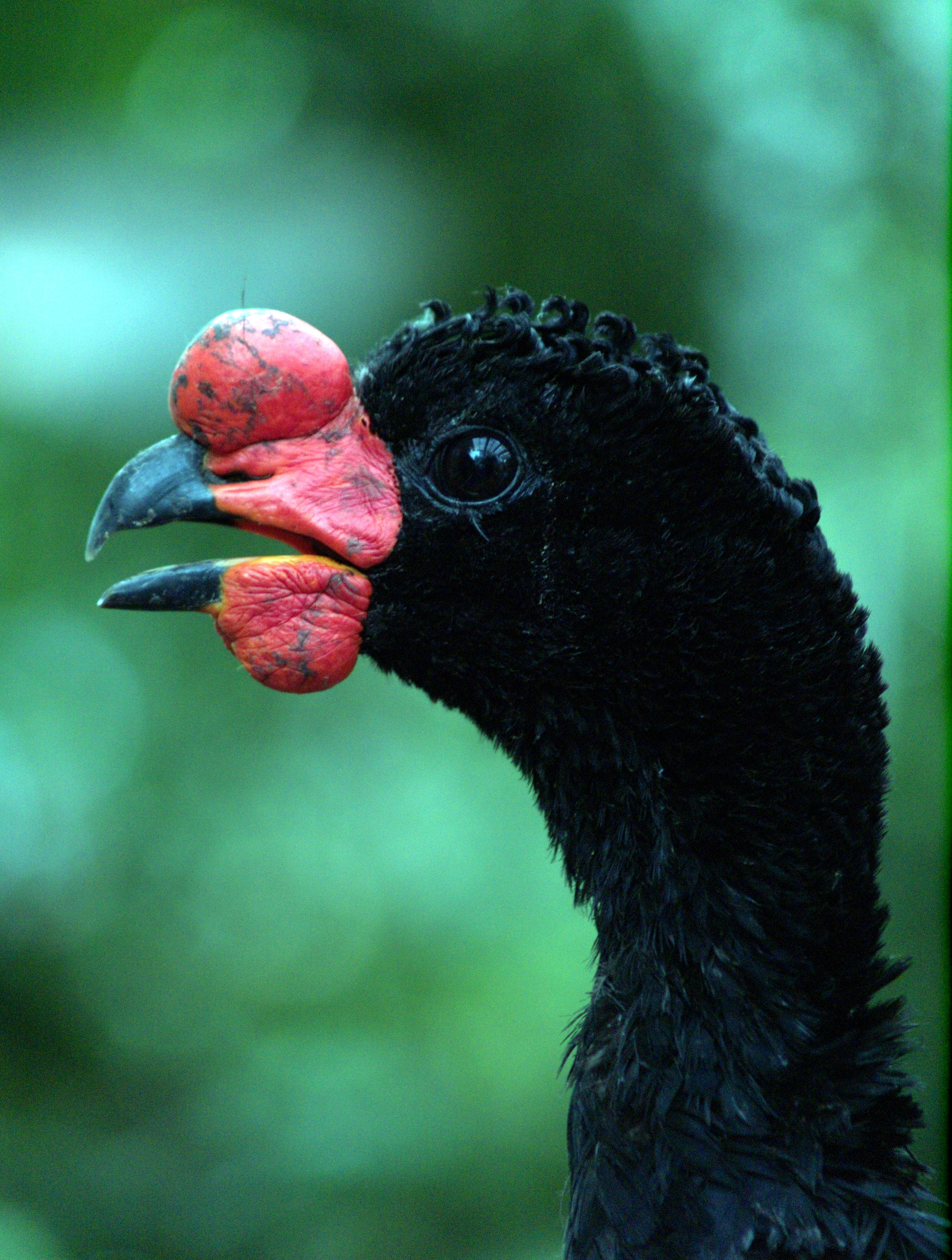
Testa e collo di un maschio adulto.

### Dimensioni
Misura 82-89 cm di lunghezza, per un peso di circa 2500 g.

### Aspetto
Questo grosso uccello di foresta dall'aspetto caratteristico deve il nome comune alle escrescenze carnose che adornano la parte superiore e inferiore del becco. Il maschio presenta infatti due caruncole pendenti sotto il becco e una protuberanza bulbosa al di sopra di esso. Questi ornamenti appaiono di un bel colore rosso scarlatto durante la stagione riproduttiva. Il loro colore si confonde perfettamente con quello della cera. Al contrario, contrasta fortemente con la colorazione del resto del piumaggio, del becco e delle zampe. L'intero piumaggio è prevalentemente nero, tranne la parte inferiore dell'addome e le sotto-caudali che sono bianco neve nei maschi e rosso cannella scuro nelle femmine. I maschi sfoggiano una cresta nera costituita da piume strettamente arricciate, mentre le femmine hanno una cresta finemente barrata di bianco.
La femmina si può immediatamente distinguere dal maschio per l'assenza delle caruncole e della protuberanza sopra il becco. Al loro posto, presenta una semplice cera rosso-arancio.
L'hocco dai bargigli è un parente molto stretto dell'hocco beccorosso, come indica chiaramente la somiglianza del piumaggio dei maschi. Tuttavia il loro richiamo è molto differente e nel primo le caruncole sono chiaramente più sviluppate. Alcuni esemplari possiedono a volte delle caruncole giallastre, che li fanno somigliare a degli hocco beccogiallo. In questo caso, le due specie si possono distinguere osservando la coda: quella degli hocco dai bargigli, infatti, è uniformemente nera, mentre quella degli hocco beccogiallo presenta delle estremità bianche.
I giovani dell'hocco dai bargigli sono molto simili agli adulti.

### Voce
Il canto è un fischio acuto e discendente, un wheeeeeeeeee che ricorda molto quello dell'hocco beccogiallo. A differenza di altre specie di hocco, finora non è stato rilevato nessun muggito o bramito hum hum.

## Biologia
Gli hocco dai bargigli sono uccelli arboricoli. Rimangono, per la maggior parte del tempo, nello strato superiore della vegetazione, talvolta a grande altezza, e vengono localizzati solo grazie ai lunghi fischi che emettono. Qui si riposano e vanno in cerca di cibo. Diversamente del resto dei loro congeneri, scendono a terra molto raramente. Gli hocco dai bargigli vivono generalmente in coppia o in piccoli gruppi familiari di 3 o 4 individui al massimo. In questi piccoli raggruppamenti vi sono una o due femmine, il che lascia interpretare quale sia la modalità di riproduzione della specie.

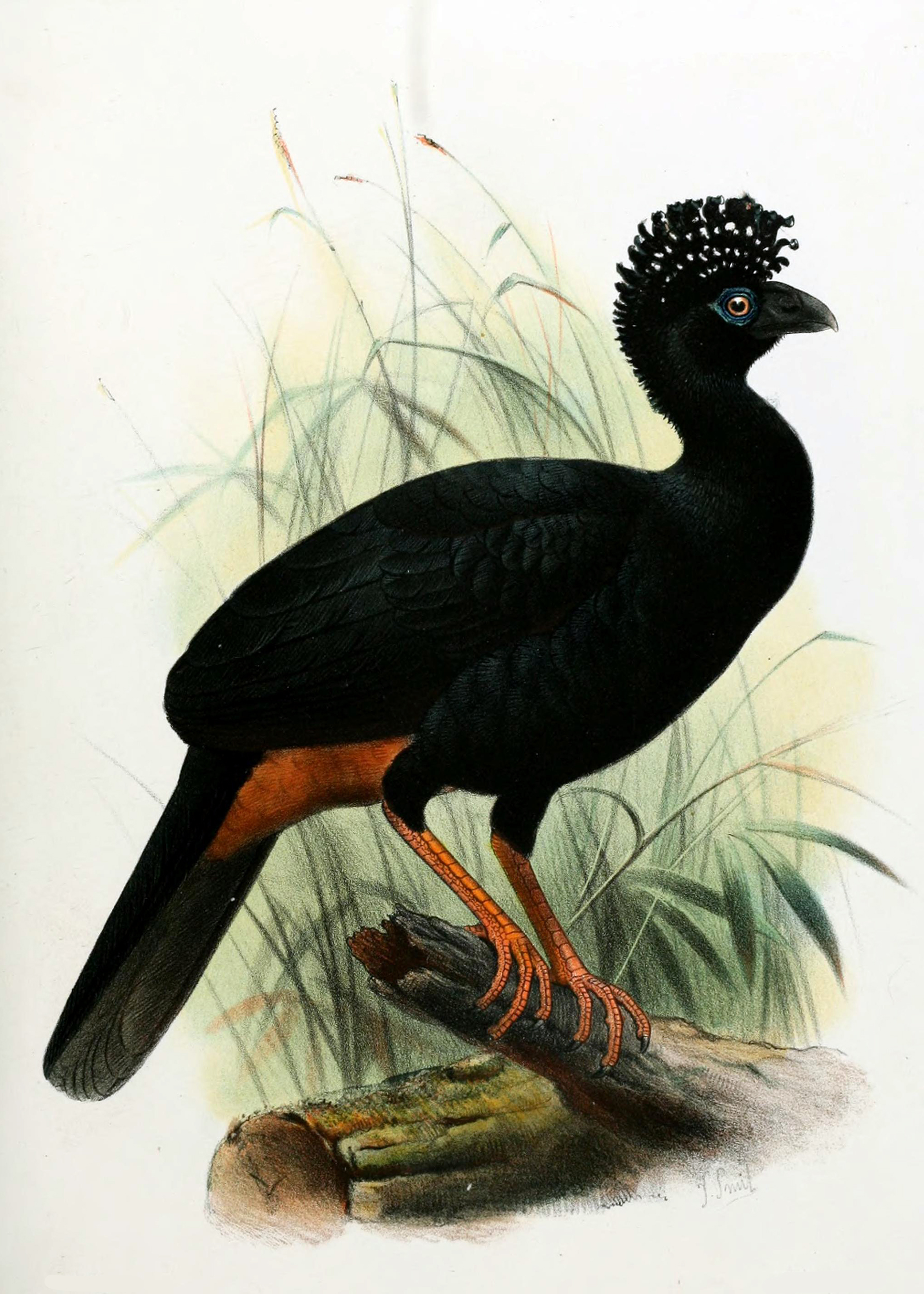
Disegno di Joseph Smit.

### Alimentazione
Questo cracide ha una dieta mista costituita da una grande varietà di sostanze di origine animale e vegetale. Si nutre di piccoli pesci, di insetti, di crostacei acquatici o di altri piccoli animali che vivono nelle foreste allagate o lungo le sponde dei fiumi. Ingerisce inoltre, ingerisce semi e frutti, ma la comparsa di questi ingredienti nella dieta dipende in gran parte dall'abbondanza delle risorse stagionali. Gli hocco dai bargigli vanno in cerca di cibo principalmente sui rami e tra la vegetazione.

### Riproduzione
La stagione di nidificazione raggiunge il culmine nel mese di giugno. È durante questo mese dell'anno che le parate e le deposizioni delle uova sono più numerose. I maschi abbassano la testa, sollevano la coda per rivelare la parte biancastra delle sotto-caudali e trotterellano in cerchio attorno alla loro partner. Quando la coppia è formata, di solito i due partner costruiscono il nido insieme, ma a volte il maschio prende l'iniziativa di costruire il nido da solo prima di mettersi in cerca di una compagna. Secondo la maggior parte delle testimonianze, la femmina cova da sola le 2-6 uova che ha deposto. Il maschio monta di guardia e garantisce la difesa del territorio. La maggior parte dei piccoli nascono in luglio. Essi rimangono con i genitori fino a quando la loro crescita non è terminata.

## Distribuzione e habitat
In passato gli hocco dai bargigli erano diffusi nel bacino superiore del Rio delle Amazzoni (Brasile occidentale, Colombia meridionale, Ecuador orientale, Perù orientale e Bolivia settentrionale). Oggi il loro areale è estremamente frammentato e sono localmente comuni solo in alcune aree ben definite. In Colombia la loro presenza è stata segnalata lungo il Río Caquetá, nei pressi della frontiera con il Brasile, nonché lungo il Río Apaporis, vicino al parco nazionale di Chiribiquete. In Perù, si trovano lungo il Río Napo e il corso inferiore del Río Marañón. In Brasile, uno dei siti dove la specie è meglio conosciuta si trova alla confluenza tra il Río Solimões e il Río Purús. In Bolivia, l'unica popolazione sopravvissuta è insediata lungo un affluente del Río Beni. Le popolazioni dell'Ecuador sono probabilmente scomparse. Tuttavia, a causa dell'habitat forestale dove la specie risiede, e della sua relativa discrezione, il numero di esemplari è senza dubbio sottostimato e probabilmente esistono anche ulteriori siti dove essa è presente.
Gli hocco dai bargigli frequentano le foreste umide e tropicali di pianura, e solo raramente si spingono a più di 300 metri di altitudine. Nonostante alcune testimonianze rivendichino l'appartenenza di questa specie alle zone secche e proclamino la sua avversione indiscriminata per le paludi, tutto sembra indicare il contrario, dal momento che essa è fortemente attratta dalle zone umide. Vive infatti nelle foreste temporaneamente allagate (várzeas), nelle isole ricoperte di alberi in mezzo ai corsi d'acqua o nelle zone in prossimità di laghi e bacini artificiali. Secondo quanto affermano i cacciatori, questo hocco occuperebbe le foreste inondate almeno per gran parte dell'anno, mentre gli hocco senzacresta con cui condivide l'areale frequentano sia le foreste secche che le foreste umide. Gli hocco dai bargigli sembrano essere più arboricoli della maggior parte delle altre specie di hocco.

## Conservazione
I fiumi che costituiscono l'habitat dell'hocco dai bargigli sono proprio quelli più accessibili e più utilizzati dall'uomo. Essi costituiscono generalmente degli assi di comunicazione molto frequentati. Di conseguenza, a causa dell'antropizzazione di tali aree e della colonizzazione delle sponde dei fiumi, l'habitat di questo uccello è ormai molto frammentato. A causa della grande accessibilità di questi corsi d'acqua, la caccia di sussistenza sta diventando sempre più una seria minaccia per le popolazioni di hocco. Inoltre, la sostituzione delle armi tradizionali con fucili da caccia accresce ulteriormente il fenomeno.
In alcune riserve sono state adottate misure provvisorie di protezione che hanno consentito alle popolazioni di riprendersi. In Brasile, Colombia e Bolivia, numerose associazioni sono all'opera per promuovere l'ecoturismo e cercare di proteggere le popolazioni rimaste. Secondo BirdLife International, il numero di esemplari viene stimato tra le 2500 e le 10.000 unità su un'area di 28.200 chilometri quadrati. A causa del suo drammatico declino, la IUCN classifica C. globulosa come «specie in pericolo» (Endangered).